# Мейсон, Нейт
Нейт Мейсон (англ. Nate Mason; род. 25 июля 1995, Декейтер, штат Джорджия, США) — американский профессиональный баскетболист, играющий на позиции разыгрывающего защитника.

## Карьера
Мейсон воспитанник университета Миннесоты. В выпускном сезоне 2017/2018 Нейт являлся лидером «Миннесоты Голден Гоферс» по передачам (4,2) и реализованным 3-очковым (77 в 31 матче), а также был вторым по результативности, набирая в среднем 16,7 очка.
Операция на бедре, проведённая летом 2018 года, помешала Мейсону принять участие в драфте НБА.
В феврале 2019 года Мейсон подписал контракт с «Техас Лэджендс». В сезоне 2019/2020 Мэйсон показывал статистику в G-Лиге 15,6 очка, 7,2 передачи, 3,5 подбора и 1.7 перехвата.
В конце января 2020 года Мейсон перешёл в «Хапоэль» (Эйлат). До приостановки чемпионата Израиля Нейт успел провести 3 матча, в среднем набирая 11,0 очка и 3,3 передачи.
В июне 2020 года Мейсон подписал контракт с «Автодором». В 24 матчах Единой лиги ВТБ статистика Нейта составила 14,8 очка, 6,2 передачи и 2,1 подбора.
14 февраля 2021 года Мейсон принял участие в «Матче всех звёзд» Единой лиги ВТБ, заменив в составе «Звёзд мира» Майка Джеймса. В этой игре Нейт провёл на площадке 20 минут 1 секунду и отметился 22 очками, 8 передачами, 6 подборами и 1 перехватом.
В октябре 2021 года Мейсон стал игроком «Гуанчжоу Лунг Лайонс».